# Jean-Julien Rojer
Jean-Julien Rojer (Willemstad, Curazao, 25 de agosto de 1981) es un jugador profesional de tenis de nacionalidad neerlandesa. Es el único jugador nacido en el antiguo país de las Antillas Neerlandesas en trascender en el tenis, el único en haber ganado un título de ATP. Hasta la temporada 2011 compitió bajo la nacionalidad de Curazao, y a partir de 2012 ya empezó a hacerlo bajo bandera neerlandesa.
Si bien no ha tenido éxito en la modalidad de individuales, sí lo ha hecho en la especialidad de dobles, donde ha conseguido 31 títulos.

## Torneos de Grand Slam

### Dobles

#### Campeón (3)
| Año  | Torneo             | Pareja          | Oponentes en la final      | Resultado           |
| 2015 | Wimbledon          | Horia Tecău     | Jamie Murray John Peers    | 7-6(5), 6-4, 6-4    |
| 2017 | Abierto de EE. UU. | Horia Tecău     | Feliciano López Marc López | 6-4, 6-3            |
| 2022 | Roland Garros      | Marcelo Arévalo | Ivan Dodig Austin Krajicek | 6-7(4), 7-6(5), 6-3 |

### Dobles mixto

#### Campeón (1)
| Año  | Torneo        | Pareja              | Oponentes en la final       | Resultado        |
| 2014 | Roland Garros | Anna-Lena Grönefeld | Julia Görges Nenad Zimonjić | 4-6, 6-2, [10-7] |

## Títulos ATP (37; 0+37)

### Dobles (37)
| Leyenda                   |
| Grand Slam (3)            |
| ATP World Tour Finals (1) |
| ATP Masters 1000 (4)      |
| ATP World Tour 500 (8)    |
| ATP World Tour 250 (21)   |

| N.º | Fecha                    | Torneo                | Superficie    | Pareja               | Oponentes en la final                     | Resultado            |
| --- | ------------------------ | --------------------- | ------------- | -------------------- | ----------------------------------------- | -------------------- |
| 1.  | 4 de octubre de 2010     | Tokio                 | Dura          | Eric Butorac         | Andreas Seppi Dmitry Tursunov             | 6-3, 6-2             |
| 2.  | 24 de octubre de 2010    | Estocolmo             | Dura          | Eric Butorac         | Johan Brunstrom Jarkko Nieminen           | 6-3, 6-4             |
| 3.  | 1 de mayo de 2011        | Estoril               | Tierra batida | Eric Butorac         | Marc López David Marrero                  | 6-3, 6-2             |
| 4.  | 21 de mayo de 2011       | Niza                  | Tierra batida | Eric Butorac         | Santiago González David Marrero           | 6-3, 6-4             |
| 5.  | 2 de octubre de 2011     | Kuala Lumpur          | Dura          | Eric Butorac         | František Čermák Filip Polášek            | 6-1, 6-3             |
| 6.  | 6 de mayo de 2012        | Estoril               | Tierra batida | Aisam-ul-Haq Qureshi | Julian Knowle David Marrero               | 7-5, 7-5             |
| 7.  | 17 de junio de 2012      | Halle                 | Hierba        | Aisam-ul-Haq Qureshi | Treat Conrad Huey Scott Lipsky            | 6-3, 6-4             |
| 8.  | 31 de marzo de 2013      | Miami                 | Dura          | Aisam-ul-Haq Qureshi | Mariusz Fyrstenberg Marcin Matkowski      | 6-4, 6-1             |
| 9.  | 20 de octubre de 2013    | Estocolmo             | Dura          | Aisam-ul-Haq Qureshi | Jonas Björkman Robert Lindstedt           | 6-2, 6-2             |
| 10. | 9 de febrero de 2014     | Zagreb                | Dura          | Horia Tecău          | Philipp Marx Michal Mertiňák              | 3-6, 6-4, [10-2]     |
| 11. | 13 de abril de 2014      | Casablanca            | Tierra batida | Horia Tecău          | Tomasz Bednarek Lukáš Dlouhý              | 6-2, 6-2             |
| 12. | 27 de abril de 2014      | Bucarest              | Tierra batida | Horia Tecău          | Mariusz Fyrstenberg Marcin Matkowski      | 6-4, 6-4             |
| 13. | 21 de junio de 2014      | 's-Hertogenbosch      | Hierba        | Horia Tecău          | Santiago González Scott Lipsky            | 6-3, 7-6(3)          |
| 14. | 3 de agosto de 2014      | Washington            | Dura          | Horia Tecău          | Samuel Groth Leander Paes                 | 7-5, 6-4             |
| 15. | 28 de septiembre de 2014 | Shenzhen              | Dura          | Horia Tecău          | Sam Groth Chris Guccione                  | 6-4, 7-6(4)          |
| 16. | 5 de octubre de 2014     | Pekín                 | Dura          | Horia Tecău          | Julien Benneteau Vasek Pospisil           | 6-7(6), 7-5, [10-5]  |
| 17. | 26 de octubre de 2014    | Valencia              | Dura (i)      | Horia Tecău          | Kevin Anderson Jérémy Chardy              | 6-4, 6-2             |
| 18. | 15 de febrero de 2015    | Róterdam              | Dura (i)      | Horia Tecău          | Jamie Murray John Peers                   | 3-6, 6-3, [10-8]     |
| 19. | 11 de julio de 2015      | Wimbledon             | Hierba        | Horia Tecău          | Jamie Murray John Peers                   | 7-6(5), 6-4, 6-4     |
| 20. | 22 de noviembre de 2015  | ATP World Tour Finals | Dura (i)      | Horia Tecău          | Rohan Bopanna Florin Mergea               | 6-4, 6-3             |
| 21. | 8 de mayo de 2016        | Madrid                | Tierra batida | Horia Tecău          | Rohan Bopanna Florin Mergea               | 6-4, 7-6(5)          |
| 22. | 4 de marzo de 2017       | Dubái                 | Dura          | Horia Tecău          | Rohan Bopanna Marcin Matkowski            | 4-6, 6-3, [10-3]     |
| 23. | 27 de mayo de 2017       | Ginebra               | Tierra batida | Horia Tecău          | Juan Sebastián Cabal Robert Farah         | 2-6, 7-6(9), [10-6]  |
| 24. | 25 de agosto de 2017     | Winston-Salem         | Dura          | Horia Tecău          | Julio Peralta Horacio Zeballos            | 6-3, 6-4             |
| 25. | 8 de septiembre de 2017  | Abierto de EE. UU.    | Dura          | Horia Tecău          | Feliciano López Marc López                | 6-4, 6-3             |
| 26. | 3 de marzo de 2018       | Dubái                 | Dura          | Horia Tecău          | James Cerretani Leander Paes              | 6-2, 7-6(2)          |
| 27. | 24 de agosto de 2018     | Winston-Salem         | Dura          | Horia Tecău          | James Cerretani Leander Paes              | 6-4, 6-2             |
| 28. | 12 de mayo de 2019       | Madrid                | Tierra batida | Horia Tecău          | Diego Schwartzman Dominic Thiem           | 6-2, 6-3             |
| 29. | 27 de octubre de 2019    | Basilea               | Dura (i)      | Horia Tecău          | Taylor Fritz Reilly Opelka                | 7-5, 6-3             |
| 30. | 13 de febrero de 2022    | Dallas                | Dura (i)      | Marcelo Arévalo      | Lloyd Glasspool Harri Heliövaara          | 7-6(4), 6-4          |
| 31. | 20 de febrero de 2022    | Delray Beach          | Dura          | Marcelo Arévalo      | Aleksandr Nedovyesov Aisam-ul-Haq Qureshi | 6-2, 6-7(5), [10-4]  |
| 32. | 4 de junio de 2022       | Roland Garros         | Tierra batida | Marcelo Arévalo      | Ivan Dodig Austin Krajicek                | 6-7(4), 7-6(5), 6-3  |
| 33. | 23 de octubre de 2022    | Estocolmo             | Dura (i)      | Marcelo Arévalo      | Lloyd Glasspool Harri Heliövaara          | 6-3, 6-3             |
| 34. | 14 de enero de 2023      | Adelaida II           | Dura          | Marcelo Arévalo      | Ivan Dodig Austin Krajicek                | w/o                  |
| 35. | 19 de febrero de 2023    | Delray Beach          | Dura          | Marcelo Arévalo      | Rinky Hijikata Reese Stalder              | 6-3, 6-4             |
| 36. | 13 de agosto de 2023     | Toronto               | Dura          | Marcelo Arévalo      | Rajeev Ram Joe Salisbury                  | 6-3, 6-1             |
| 37. | 7 de enero de 2024       | Brisbane              | Dura          | Lloyd Glasspool      | Kevin Krawietz Tim Puetz                  | 7-6(3), 5-7, [12-10] |

#### Finalista (24)
- 2008: Bastad (junto con Johan Brunstrom pierde ante Jonas Bjorkman / Robin Soderling)
- 2009: Belgrado (junto con Johan Brunstrom pierde ante Lukasz Kubot / Oliver Marach)
- 2009: 's-Hertogenbosch (junto con Johan Brunstrom pierde ante Wesley Moodie / Dick Norman)
- 2009: Umag (junto con Johan Brunstrom pierde ante Frantisek Cermak / Michal Mertinak)
- 2009: Bucarest (junto con Johan Brunstrom pierde ante Frantisek Cermak / Michal Mertinak)
- 2010: Los Ángeles (junto con Eric Butorac pierde ante Bob Bryan / Mike Bryan)
- 2011: Memphis (junto con Eric Butorac pierde ante Max Mirnyi / Daniel Nestor)
- 2011: Valencia (junto con Eric Butorac pierde ante Bob Bryan / Mike Bryan)
- 2012: París (junto con Aisam-ul-Haq Qureshi pierde ante Rohan Bopanna y Mahesh Bhupathi)
- 2013: Marsella (junto con Aisam-ul-Haq Qureshi pierde ante Rohan Bopanna y Colin Fleming)
- 2013: Oeiras (junto con Aisam-ul-Haq Qureshi pierde ante Santiago González y Scott Lipsky)
- 2014: Róterdam (junto con Horia Tecău pierde ante Michael Llodra y Nicolas Mahut)
- 2015: Sídney (junto con Horia Tecău pierde ante Rohan Bopanna y Daniel Nestor)
- 2015: Niza (junto con Horia Tecău pierde ante Mate Pavić y Michael Venus)
- 2016: Cincinnati (junto con Horia Tecău pierde ante Ivan Dodig y Marcelo Melo)
- 2017: Estocolmo (junto con Aisam-ul-Haq Qureshi pierde ante Oliver Marach y Mate Pavić)
- 2018: Barcelona (junto con Aisam-ul-Haq Qureshi pierde ante Feliciano López y Marc López)
- 2018: París (junto con Horia Tecău pierde ante Marcel Granollers y Rajeev Ram)
- 2019: Róterdam (junto con Horia Tecău pierde ante Jérémy Chardy y Henri Kontinen)
- 2019: Washington (junto con Horia Tecău pierde ante Raven Klaasen y Michael Venus)
- 2021: Amberes (junto con Wesley Koolhof pierde ante Nicolas Mahut y Fabrice Martin)
- 2021: Estocolmo (junto con Aisam-ul-Haq Qureshi pierde ante Santiago González y Andrés Molteni)
- 2022: Acapulco (junto con Marcelo Arévalo pierde ante Feliciano López y Stefanos Tsitsipas)
- 2024: Ginebra (junto con Lloyd Glasspool pierde ante Marcelo Arévalo y Mate Pavić)